# BioShock 2
BioShock 2 est un jeu vidéo de tir en vue subjective développé par 2K Marin et édité par 2K Games, sorti le 9 février 2010. Il s'agit de la suite du jeu BioShock sorti fin août 2007.
Le jeu se déroule dans la ville sous-marine de Rapture, en 1968, huit ans après les événements relatés dans BioShock. La cité sombre et mystérieuse est désormais contrôlée par Sofia Lamb. Dans cet univers influencé par le biopunk, le steampunk, et le dieselpunk, le joueur incarne un Protecteur ou « Big Daddy » en version originale, un personnage en tenue de scaphandrier. Pour ce prototype de Protecteur, nommé « sujet Delta », la mission est de retrouver la Petite Sœur auquel il est rattaché.
Comme dans le premier opus, il existe de nombreux boss tels que les Grandes Sœurs ou « Big Sisters ». Graphiquement, le rendu visuel est similaire au premier BioShock. Le mode solo permet de contrôler un plasmide avec la main gauche et une arme de la main droite, ce qui donne encore plus de possibilité de combinaisons de combat.
Le jeu se serait vendu à plus de 3 millions d'exemplaires en février 2010.
BioShock Infinite, le troisième opus de la série, n'est pas directement lié aux épisodes précédents. Il se déroule dans la cité volante de Columbia, en 1912. Toutefois, la fin du jeu et le DLC Tombeau sous marin permet de faire le lien entre le jeu et ses aînés. Il est sorti le 26 mars 2013 en Europe. Une compilation des trois opus de la série en version remastérisée, intitulée BioShock: The Collection, est sorti en 2016 sur Microsoft Windows, PlayStation 4 et Xbox One, puis en 2020 sur Nintendo Switch.

## Trame

### Personnages

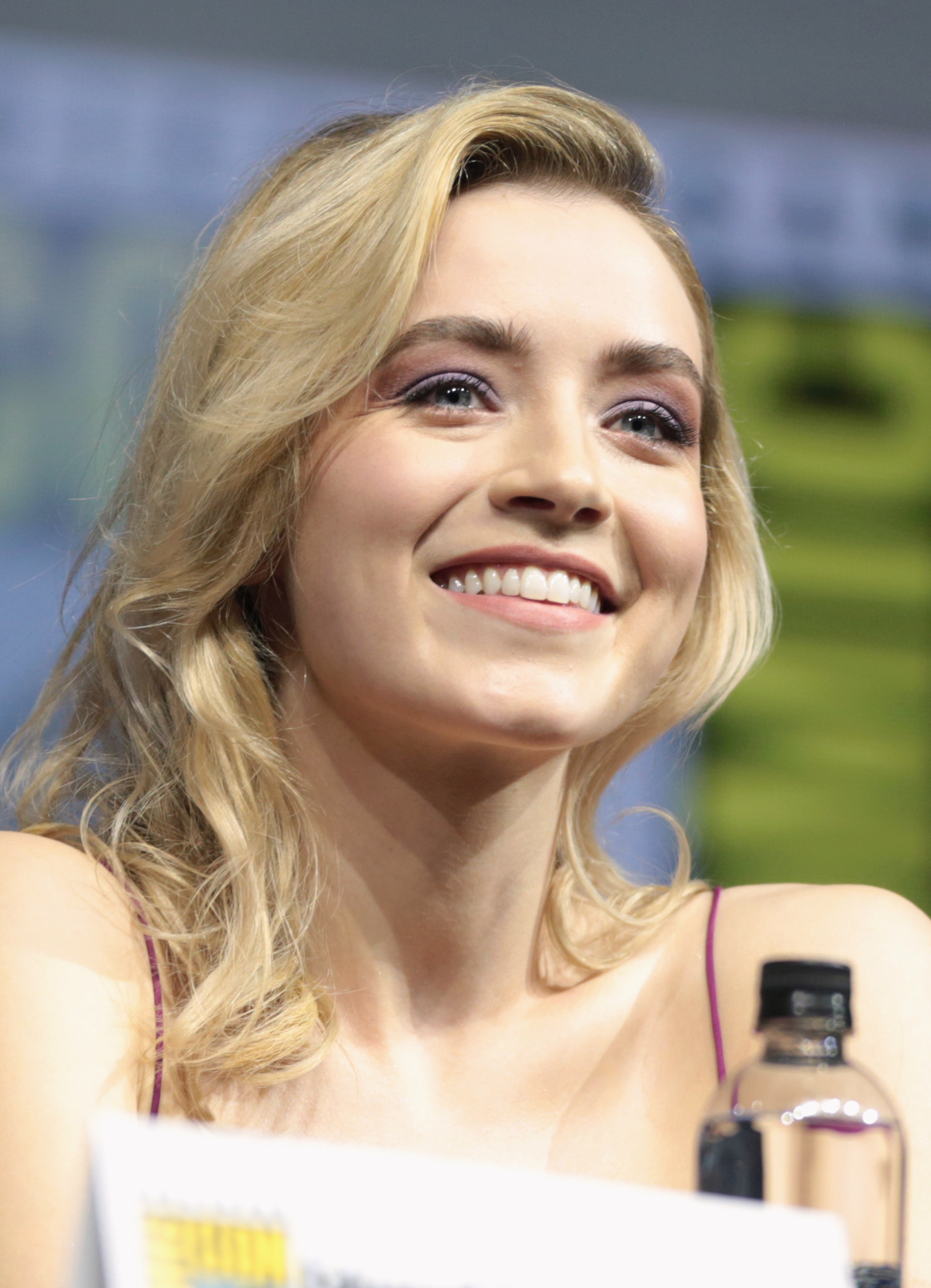
Eleanor est interprétée par l'actrice Sarah Bolger.

Légende entre parenthèses : Comédiens d'après le site Internet Movie Database et le générique de fin.
Le personnage contrôlé est Delta et il appartient à la première génération de Big Daddy. Son but est de retrouver Eleanor (Sydney Unseth et Sarah Bolger), la Petite Sœur dont il est le protecteur. La principale antagoniste est la psychiatre Sophia Lamb (Fenella Woolgar). Mère d'Eleanor, elle a pris le pouvoir à Rapture après la mort d'Andrew Ryan (Armin Shimerman) tout en devenant la cheffe d'un culte autour d'elle basé sur le collectivisme. C'est elle qui a repris à Delta sa fille, Eleanor.
Delta est dans un premier temps contacté grâce à une radio par Brigid Tenenbaum (Anne Bobby (en)), la généticienne qui a découvert l'ADAM et qui est une des responsables de la création des Petites Sœurs (Jodelle Ferland). Après avoir aidé Jack à sauver ces dernières, elle est repartie à la surface, mais en apprenant la disparitions de plusieurs petites filles, elle décide de revenir à Rapture. Par la suite, elle le met en contact avec l'homme d'affaires Augustus Sinclair (Doug Boyd).
Les autres personnages notables sont : Grace Holloway (Sheryl Lee Ralph), une partisane de Lamb qui avait la garde d'Eleanor et qui considère Delta comme responsable de son enlèvement, ; le scientifique Gilbert Alexandre (John Hillner), qui, avant de devenir fou à la suite de plusieurs expériences, a laissé plusieurs enregistrements afin qu'une personne puisse le tuer ; le journaliste Stanley Pool (Bill Lobley (en)) ; et le Père Simon Wales (Richard Poe (en)), l'un des principaux architectes de Rapture, avec son frère Daniel (Graham Rowat), devenu un fanatique religieux résidant à Siren Alley,.
Parmi les enregistrements parsemés dans la cité, il est possible de trouver ceux de Mark Meltzer (Ray Porter (en)), un homme qui relate la recherche de sa fille enlevée.

### Résumé

#### Introduction
La cinématique d'introduction montre le prototype de protecteur Delta incarné par le joueur en train de défendre sa Petite Sœur nommée Eleanor Lamb contre des Chrosômes qui veulent prendre son ADAM. Des liens forts se sont apparemment tissés entre eux, à tel point que la petite fille appelle le protecteur « papa ». Mais le docteur en psychologie Sofia Lamb — la mère de l'enfant — intervient et ordonne au protecteur (ayant été soumis au pouvoir du plasmide Hypnose envoyé durant le combat) de se tirer une balle dans la tempe.
Le jeu commence 10 ans plus tard, en 1968, quand Delta se réveille près d'une vita-chambre. Après avoir découvert le plasmide Arc électrique et réactivé le générateur, il est contacté par le Dr Tenenbaum qui désire l'aider à retrouver Eleanor (devenue une jeune fille) qui est prisonnière du Dr Lamb, la nouvelle dirigeante de Rapture depuis la mort de son fondateur Andrew Ryan. Très vite, Delta doit affronter une Grande Sœur, une femme protecteur très agile, au service de Lamb. Il est également repéré par cette dernière, qui s'oppose à lui jusqu'à la fin de l'aventure. Tenenbaum décide alors de s'échapper en emmenant ses protégées, et demande au joueur de prendre contact avec Augustus Sinclair, un avocat, homme d'affaires et escroc venu à Rapture pour faire fortune et impliqué dans de nombreuses activités parfois illégales (il fournit par exemple des cobayes humains kidnappés pour les scientifiques de Rapture). Sinclair va guider Delta pendant tout le reste du jeu. Eleanor intervient régulièrement en utilisant son lien avec les Petites Sœurs afin de livrer à Delta des colis et des messages.

#### Déroulement
Au cours de son périple pour retrouver Eleanor, Delta est confronté à plusieurs personnages liés à son histoire personnelle dont il peut décider s'il va les tuer ou non. De plus, comme dans le premier épisode, il est possible de choisir soit de sauver ou de récolter les Petites Sœurs qu'il rencontre. Les choix du joueur influeront directement sur la fin du jeu.
D'après les messages audio disséminés à travers Rapture, on découvre que le Dr Lamb a été amenée à Rapture afin d'aider ceux qui avaient des difficultés à faire face à la vie sous-marine. Cependant, Lamb utilisa ses séances de thérapie pour laver le cerveau de ses patients afin qu'ils rejoignent une secte, la Famille. Plus tard, Lamb fut confrontée à Ryan où il fut battu durant des débats publics, les idéaux collectivistes de Lamb entrant directement en conflit avec l'individualisme et l'anti-altruisme de Ryan. Contre cette nouvelle menace, Ryan demanda à Sinclair de « s'occuper » d'elle. Sinclair envoya un espion, Stanley Poole, au sein de la Famille afin de piéger Lamb, en la faisant passer pour une communiste. Celle-ci fut arrêtée et emprisonnée, laissant sa fille Eleanor au soin de son fidèle bras droit, Grace Holloway. Le joueur doit faire face à Holloway au cours de son aventure.
Eleanor se confronta à Stanley Poole, ayant pris la direction du Parc Dionysos, à propos de la façon dont il ruine la fortune de Lamb en organisant des réceptions démentes, menaçant de tout révéler à sa mère. Celui-ci paniqua et enleva la fillette qui se retrouva dans un des orphelinats de Frank Fontaine, qui fournissait secrètement des sujets pour les expériences sur les Petites Sœurs, finissant par la transformer en une d'elles. Stanley est également responsable du massacre d'une bonne partie des proches de Lamb qu'il a noyé en inondant le Parc Dionysos, craignant qu'ils ne le dénoncent à Lamb lorsque celle-ci sortirait de prison.
On découvre également la véritable identité de Delta et son passé : Pierrot L'Enclume. Ayant découvert tout seul Rapture par exploration sous scaphandre, il fut joyeusement accueilli par ses habitants qui le surnommèrent ainsi. Ryan, craignant que celui-ci ne soit un espion, demanda à Sinclair de se débarrasser de lui. C'est cette situation qui mena à la transformation de Pierrot en Protecteur. Les protecteurs étaient d'anciens cobayes, qui lorsque leur ADN ne pouvait plus supporter d'injections d'ADAM supplémentaires, se faisaient laver le cerveau et mettre en combinaison de protecteur. Delta a été le seul à avoir tenu assez longtemps sans sombrer dans la démence.
On rencontre également Gilbert Alexandre, un scientifique spécialisé en ingénierie mécanique et robotique. Après la saisie de Fontaine Industries par Ryan Industries, il devint le maître des lieux. C'est lui qui est à l'origine de la majorité des systèmes de sécurité de Rapture et du projet Delta. À la mort de Fontaine et de Ryan, il eut son rôle dans la chute de la cité : transformation d'Eleanor en Petite Sœur, création de Delta, des Grandes Sœurs, etc. Rongé par le remords, il fut alors enrôlé par Lamb qui le manipula pour l'utiliser dans ses expériences sur l'ADAM. Lorsque le joueur arrive à Fontaine Industries, des messages laissés par Gilbert une année auparavant racontent son histoire. Celui-ci désire que le joueur tue l'abominable créature qu'il va devenir : Alexandre Le Grand.
Delta découvre que Lamb planifie d'utiliser l'ADAM — qui absorbe les souvenirs de tous ceux qui l'utilisent — pour transformer sa fille en une super-humaine ayant toute la connaissance des élites intellectuelles de Rapture, croyant que celle-ci pourra ainsi incarner le prophète ultime du culte utopiste de La Famille. Lamb utilisera alors la même méthode de conditionnement utilisé sur Jack Ryan dans BioShock par le Dr Suchong (le programme de suggestion coercitive : JVP) afin de détruire comme elle l'appelle « la conscience de soi » d'Eleanor, et de la façonner de manière qu'elle agisse de façon à soutenir « l'intérêt général » sans se poser de question afin de « sauver le monde ».
On découvre également les plans de Sinclair : ayant compris la chute de la cité, il planifie de reprendre le contrôle de Rapture à Lamb et de remonter à la surface afin de vendre la technologie rapturienne aux plus offrants, raison qui le pousse à aider Delta.
Lorsque Delta finit par trouver Eleanor, il voit le Dr Lamb étouffer la jeune fille, ce qui le fait sombrer dans le coma à cause du lien entre lui et Eleanor. Le Protecteur contrôlé par le joueur est un prototype dont le lien entre lui et sa Petite Sœur est symbiotique. Si la Petite Sœur meurt, celui-ci meurt également. Le cœur d'Eleanor s'est donc arrêté juste assez pour que le lien soit brisé. Il se réveille alors enchaîné à une table. Malgré une mort certaine, il aura juste assez de temps pour survivre jusqu'à la fin du jeu. Eleanor le contacte par télépathie et lui permet de prendre le contrôle d'une Petite Sœur. Le joueur peut alors se déplacer dans Rapture à l'aide des manches à air et découvre la ville comme la voient les Petites Sœurs : de manière idyllique. Le joueur peut néanmoins voir la vraie ville lors de quelques flashs ou lorsque la Petite Sœur récolte de l'ADAM. Durant ce temps, les paroles et l'interprétation d'Eleanor, de Lamb et Sinclair diffèrent selon les actions passées du joueur jusqu'à la fin du jeu (par exemple, si on récolte les Petites Sœurs, il dit de tuer Eleanor pour notre survie ; si elles ont été épargnées, il dit la sauver et de l'emmener avec nous).
Delta, grâce à la Petite Sœur qu'il contrôle, doit amener à Eleanor une tenue de Grande Sœur. S'ensuit un monologue de la jeune fille qui explique que c'est elle qui a demandé à une Petite Sœur de le ressusciter à la vita-chambre du début grâce à l'aide du Dr Tenenbaum, et qu'elle surveillait les agissements de son « père », mais aussi qu'elle va s'en inspirer. Si le joueur a suivi une « mauvaise » voie (récolter les Petites Sœurs, tuer les personnages à sa merci), Eleanor récolte immédiatement la Petite Sœur qui lui a amené sa tenue. Elle va ensuite délivrer le joueur.
Le joueur et Eleanor ont alors pour objectif de s'échapper de Rapture pour remonter à la surface, mais le Dr Lamb bloque le bathyscaphe de Sinclair en détruisant les compresseurs du ballast. Eleanor décide alors de faire bouillir l'eau pour vider le ballast. Pour cela, elle aura besoin de beaucoup d'ADAM ou des Petites Sœurs, et se dirige vers l'orphelinat pour récolter ou sauver toutes les Petites Sœurs qui s'y trouvent. Entre-temps, le joueur affronte et tue Sinclair, celui-ci ayant été transformé en Alpha par le Dr Lamb. Essayant en vain de résister à la soumission, il supplie le joueur de le tuer afin de lui épargner une telle situation. Delta récupère ainsi la clé principale. Mais lorsque les deux protagonistes se dirigent vers le bathyscaphe, des explosifs détruisent toute la zone. Eleanor se téléporte et Delta s'accroche au bathyscaphe qui remonte.

#### Épilogue

Diagramme récapitulatif des différentes fins possible du jeu.

Deux cinématiques sont possibles durant la remontée du bathyscaphe où Eleanor noie ou sauve sa mère, le Dr Lamb. Ce fait influence également la détermination de la cinématique de fin.
S'ensuit l'une des cinématiques de fin possibles selon les choix effectués durant le jeu.
Il existe de nombreuses fins qu'il faut séparer en deux phases.
- La phase concernant le destin de la mère d'Elenanor, qui est déterminé par la mort ou non des personnages-clés du jeu.
- La phase concernant l'avenir de Delta et celui d'Eleanor, qui est déterminé par que vous ayez sauvés ou récoltés les Petites Sœurs.

Les « mauvaises » fins
- Si le joueur a récolté toutes les Petites Sœurs et que tous les personnages-clés n'ont pas été sauvés, Eleanor laisse sa mère se noyer. Une fois à la surface, Eleanor absorbe malgré tout l'ADAM de son « père » afin de garder son instinct de survie, annonçant la naissance d'un monstre. Avec une voix d'un mauvais ton, elle interprète sa renaissance comme annonciateur d'un destin tragique du monde pendant que des cadavres de chrosômes remontent à la surface.
- Si toutes les Petites Sœurs ont été récoltées et que tous les personnages-clés ont été sauvés, Eleanor sauve sa mère. Une fois à la surface, Eleanor absorbe malgré tout l'ADAM de son « père » afin de garder son instinct de survie, annonçant la naissance d'un monstre. Avec une voix d'un mauvais ton, elle interprète sa renaissance comme annonciateur d'un destin tragique du monde pendant que des cadavres de chrosômes remontent à la surface.

Les fins « neutres »
Si le joueur a sauvé certaines Petites Sœurs, la fin neutre du jeu est débloquée. Dans la fin neutre, Eleanor hésite et laisse le choix à son père de décider si elle peut l'absorber. Ce choix ajouté au destin des personnages-clés donne une large gamme de fins différentes.
- Si tous les personnages-clés ont été épargnés, Eleanor sauve sa mère. Si le joueur se sacrifie, alors sous un ciel sombre mais une mer calme, Eleanor traine son « père » jusqu'au bord du bathyscaphe. Pendant que vous rendez votre dernier souffle, avec une voix triste, Eleanor vous remercie de lui avoir fait don de la liberté et une chance de rédemption en ce monde. Respectant votre choix, elle regrette le fait que vous ne serez plus à ses côtés.
- Si tous les personnages-clés ont été épargnés, Eleanor sauve sa mère. Si le joueur décide de vivre, Eleanor absorbe malgré tout l'ADAM de son « père » afin de garder son instinct de survie, annonçant la naissance d'un monstre. Avec une voix d'un mauvais ton, elle interprète sa renaissance comme annonciateur d'un destin tragique du monde pendant que des cadavres de chrosômes remontent à la surface.
- Si tous les personnages-clés n'ont pas tous été épargnés, Eleanor laisse sa mère se noyer. Si le joueur se sacrifie, alors sous un ciel sombre mais une mer calme, Eleanor traine son « père » jusqu'au bord du bathyscaphe. Pendant que vous rendez votre dernier souffle, avec une voix triste, Eleanor vous remercie de lui avoir fait don de la liberté et une chance de rédemption en ce monde. Respectant votre choix, elle regrette le fait que vous ne serez plus à ses côtés.
- Si tous les personnages-clés n'ont pas tous été épargnés, Eleanor laisse sa mère se noyer. Si le joueur décide de vivre, Eleanor absorbe malgré tout l'ADAM de son « père » afin de garder son instinct de survie, annonçant la naissance d'un monstre. Avec une voix d'un mauvais ton, elle interprète sa renaissance comme annonciateur d'un destin tragique du monde pendant que des cadavres de chrosômes remontent à la surface.

Il n'existe qu'une seule vraie fin neutre dans le jeu. En effet si le joueur décide de survivre à travers Eleanor, la fin neutre devient automatiquement une mauvaise fin.
Les « bonnes » fins
- Si toutes les Petites Sœurs ont été sauvées et que tous les personnages-clés ont été tués, Eleanor laisse sa mère se noyer. À la surface, sous un beau soleil, Eleanor absorbe l'ADAM de son « père » afin de garder ses souvenirs, son instinct, sa présence afin de la guider. Avec une voix gentille, elle interprète son existence comme prématurée pour le monde de la surface, celui n'étant pas encore prêt à l'accueillir et la comprendre mais que celle-ci est également une bénédiction grâce à Delta. Les petites sœurs apparaissent au côté d'Eleanor.
- Si toutes les Petites Sœurs ont été sauvées et qu'au moins un personnage-clé a été épargné, Eleanor sauve sa mère. À la surface, sous un beau soleil, Eleanor absorbe l'ADAM de son « père » afin de garder ses souvenirs, son instinct, sa présence afin de la guider. Avec une voix gentille, elle interprète son existence comme prématurée pour le monde de la surface, celui n'étant pas encore prêt à l'accueillir et la comprendre mais que celle-ci est également une bénédiction grâce à Delta. Les Petites Sœurs apparaissent au côté d'Eleanor.

## Système de jeu

### Solo
Contrairement au premier épisode, le joueur peut lancer un plasmide avec un bouton et tirer avec un autre, sans avoir à alterner en permanence entre arme et plasmide.
Les armes (améliorables) et les types de munitions sont quelque peu différentes du premier épisode. Le joueur a notamment à sa disposition une foreuse (qui nécessite du carburant comme munitions quand on la fait tourner) et un pistolet de piratage. Ce dernier permet au joueur de pirater à distance les machines en leur tirant dessus. Le mini-jeu du piratage a été modifié : désormais un curseur se déplace rapidement de gauche à droite, et le joueur doit appuyer sur un bouton lorsque le curseur se trouve dans une case verte ou bleue. Si le joueur appuie quand le curseur est dans une zone rouge, l'alarme se déclenche. Le piratage est donc maintenant en temps réel, et il est possible de déplacer son personnage pendant cette phase. Il y a également un pistolet à rivets, une mitrailleuse, un fusil à pompe, un lance-grenade et un fusil sous-marin à s'équiper durant le parcours du jeu.
|                      | Munitions de base       | Munitions alternatives 1   | Munitions alternatives 2    |
| -------------------- | ----------------------- | -------------------------- | --------------------------- |
| Foreuse              | Carburant               | /                          | /                           |
| Pistolet à Rivets    | Rivet                   | Rivet lourd                | Rivet piégé                 |
| Mitrailleuse         | Balles de calibre .50   | Balles antipersonnel       | Balles perforantes          |
| Fusil à pompe        | Chevrotines 00          | Cartouche blindée          | Chevrotine phosphorique     |
| Lance-grenade        | Grenade à fragmentation | Mine de proximité          | Roquettes à tête chercheuse |
| Pistolet de piratage | Fléchettes de piratage  | Fléchettes d'auto-piratage | Mini-tourelles              |
| Fusil sous-marin     | Harpon                  | Harpon explosif            | Harpon piégé                |

Comme dans le premier épisode, le joueur peut effectuer des recherches sur ses ennemis dans le but d'obtenir divers bonus. En faisant une recherche sur des chrôsomes enragés, il acquiert notamment la possibilité de charger en avant avec sa foreuse. Grâce à sa combinaison, le joueur a la possibilité d'aller sous l'eau et d'explorer les fonds marins à certains moments précis du jeu.
Lorsque le joueur tue le protecteur d'une petite sœur, il a le choix entre l'adopter (ce qui ne rapporte rien dans l'immédiat) ou la récolter (160 ADAM). Lorsque le joueur a adopté une Petite Sœur, il peut la faire récolter l'ADAM sur les cadavres dans Rapture (ce qui donne 40 ADAM au joueur, ou 60 avec un fortifiant). À chaque fois que la Petite Sœur descend des épaules du joueur, de nombreux chrosômes arrivent et essayent de la capturer (il est néanmoins impossible de perdre sa Petite Sœur, car en pratique les chrosômes ne font que retarder la collecte).
Chaque Petite Sœur peut récolter au maximum deux cadavres, après quoi elle doit être ramenée à un manche à air où le joueur a le choix entre la libérer (+80 ADAM) ou la récolter (+160 ADAM). À chaque intervalle de trois Petites Sœurs sauvées ou récoltées, une Grande Sœur apparaît et pourchasse le joueur, alors obligé de la tuer pour continuer l'aventure. Il est également possible de ramener la Petite Sœur au manche à air sans avoir récolté d'ADAM. Au maximum, une Petite Sœur peut donc rapporter 240 ADAM (deux collectes, puis récolte). Si l'on choisit la voie du bien, chaque Petite Sœur ne peut rapporter que 160 ADAM au maximum. Bien que récolter les Petites Sœurs puisse sembler plus profitable, le joueur peut recevoir des cadeaux, comme des fortifiants ou de l'ADAM supplémentaire, s'il choisit de les épargner.

### Multijoueur

#### Généralités
Une des principales nouveautés de BioShock 2 est son mode multijoueur qui s'intègre au scénario pendant la chute de Rapture. Le joueur incarne un chrosôme sollicité par Augustus Sinclair, le directeur du laboratoire Sinclair Solutions, pour tester ses nouveaux plasmides et fortifiants génétiques.
Tous les réglages relatifs au multijoueur se font via un appartement de la ville. Un appareil stocke les messages audio trouvés dans le mode solo et une armoire permet de modifier l'apparence multijoueur du personnage. Une petite salle avec une bathysphère permet de se connecter aux différents lobbys de jeu.
Le jeu utilise un système de matchmaking sans serveur dédié.
Le joueur a à sa disposition deux armes avec chacune une amélioration, deux plasmides, et trois fortifiants au choix. Il peut choisir au début du match entre trois sets d'armes/plasmides/fortifiants définis au préalable dans le menu.
La plupart des mécanismes du jeu solo se retrouvent simplifiés en multijoueur. Il est ainsi possible de pirater des tourelles, de ramasser de l'EVE et des munitions qui tombent des distributeurs, de placer une bombe sur ces mêmes distributeurs, ou de faire des recherches sur les cadavres des joueurs adverses pour gagner un bonus de dégâts contre eux, la plupart du temps en appuyant simplement sur un bouton.

#### Système de niveaux
On peut gagner des points d'ADAM en tuant, en piratant les machines dispersées dans les arènes, en faisant des tirs d'assistance, etc. Ces points d'ADAM s'accumulent au fil des matchs pour faire monter le joueur en niveau. Monter en niveau débloque des armes, des plasmides et fortifiants, et de défis.
- Les défis sont des équivalents des « succès » dans les plateformes de jeu telles que Steam ou Microsoft Games for Windows-Live. Accomplir ces défis permet de toucher une prime d'ADAM bonus au moment de la réussite de ces derniers. Chaque défi ne peut être remporté qu'une seule fois. Les défis vont de l'utilisation de plasmides, à la combinaison de différents styles de combat (ex: abattre une cible en l'air avec un lance-grenades elle-même propulsé par le plasmide Geyser).

Les défis se débloquent généralement automatiquement dès que le joueur possède le matériel requis pour les accomplir.

#### Modes de jeu
Voici les modes de jeu disponibles :
- Sélection naturelle : un deathmatch où les joueurs gagnent des points en tuant les autres joueurs. Le premier à tuer 20 adversaires, ou celui-ci qui en a tué le maximum à la fin de la partie gagne.
- Guerre civile : similaire à la sélection naturelle mais en équipe, jusqu'à 5vs5.
- Dernier chrosôme en vie : le dernier joueur en vie à la fin du match remporte la victoire. Une fois mort, le joueur ne ressuscite pas.
- Capturer la Petite Sœur : une équipe a pour objectif de capturer puis de ramener une Petite Sœur dans un manche à air pour gagner un point, pendant que l'autre tente de l'en empêcher. L'équipe qui défend a cet avantage qu'un de ses joueurs choisi aléatoirement est transformé en protecteur. À la fin du temps, les équipes s'inversent.
- Capturer l'ADAM en solo : une seule Petite Sœur apparaît sur la carte, et chaque joueur essaye de la capturer en tuant le précédent porteur. Le joueur qui avait la Petite Sœur en sa possession le plus longtemps à la fin du temps remporte la victoire.
- Capturer l'ADAM en équipe : comme 'Capturer l'ADAM', mais en équipe.
- Capture de territoire : deux équipes tentent de capturer trois emplacements sur la carte. La capture se fait en restant quelques secondes à côté de l'objet qui symbolise l'emplacement. Chaque emplacement contrôlé par une équipe lui rapporte des points à intervalles réguliers.

Dans tous les modes de jeu, à part « Capturer la petite sœur », une tenue de protecteur apparaît aléatoirement sur la carte. Le premier joueur à la toucher se transforme en protecteur et devient beaucoup plus puissant et résistant. Il n'a alors plus accès aux plasmides mais a à sa disposition un pistolet à rivets très puissant qui dispose de munitions illimitées (mais il peut surchauffer si on tire trop rapidement) et des grenades collantes(6 en tout) utilisables avec le bouton normalement réservé aux plasmides. Il peut également frapper le sol afin d'étourdir les ennemis dans les alentours et il peut donner un coup de pistolet à rivets pour le corps à corps.

## Développement

### Versions
Le jeu est sorti sous différentes versions :
- le jeu de base
- l'édition Rapture incluant le jeu et un livret, vendu au même prix que le jeu nu si l'acheteur avait pré-commandé
- l'édition spéciale incluant un livre, un vinyle, le jeu et un poster, le tout fourni dans une boîte de 33 tours

### Contenus téléchargeables

#### Solo

##### Les Épreuves de protecteur
Contenu téléchargeable sous la forme d'un jeu de tir à la première personne. Le joueur incarne un Protecteur, devant défendre les Petites Sœurs sous sa garde face à des hordes d'ennemis qui en veulent à leur Adam.

##### L'Antre de Minerve
Il s’agit d'une extension au scénario du jeu. On y joue le Big Daddy Sigma qui doit se frayer un chemin jonché de chrosômes pour atteindre le super-ordinateur « Le Penseur ». Il est guidé dans sa quête par le créateur de ce dernier, 
Charles Milton Porter (Carl Lumbly), et doit faire face à Reed Wahl (Keith Szarabajka), ancien associé de Porter. On retrouve dans cet add-on un nouveau pouvoir, de nouvelles armes et un nouveau type de Protecteur, autrement dit le Lancier.

#### Multijoueur

##### Sinclair Solutions Tester Pack
Ce premier DLC vous permet d'aller jusqu'au niveau 50, débloque une troisième amélioration pour chaque arme, des objets réservés aux joueurs ayant dépassé le niveau 40, une vingtaine de nouvelles missions et enfin deux nouveaux personnages.

##### Rapture Metro
Second contenu téléchargeable pour BioShock 2. Au menu des rajouts, du multijoueur avec 6 nouvelles maps, trois masques inédits, deux arènes supplémentaires, de nouveaux succès et la possibilité de renaître au niveau 1 pour ceux ayant atteint le niveau maximum pour gagner un masque spécial.